# Abencerragens

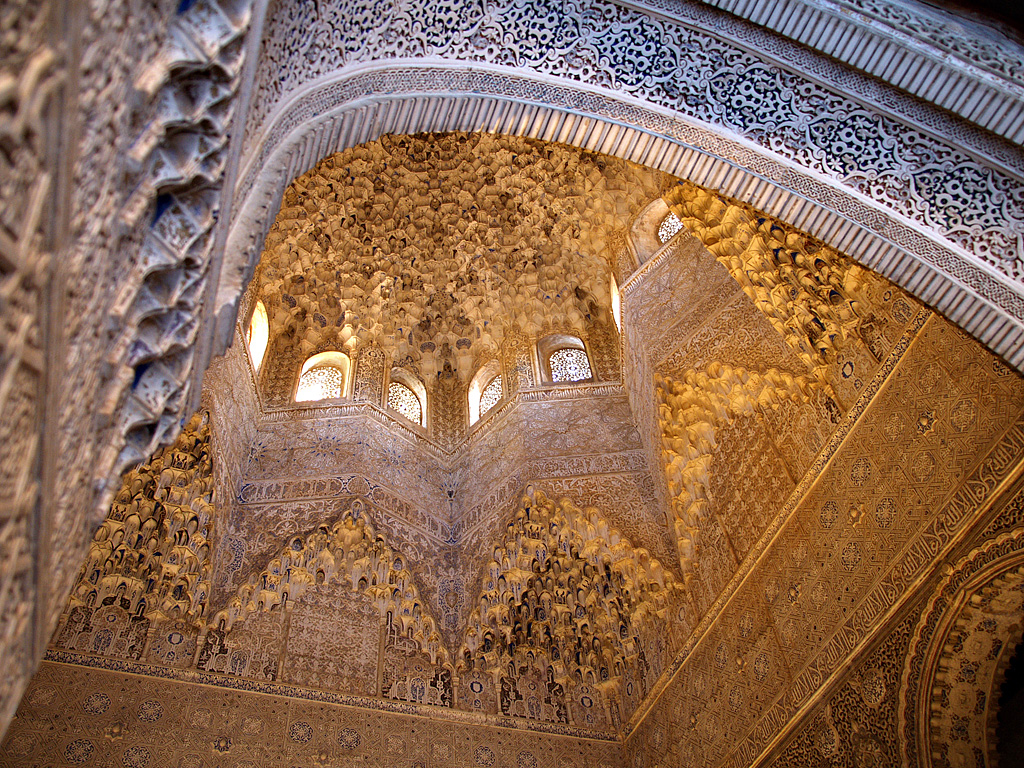
Tecto da Sala dos Abencerragens no Alhambra, Granada.

Abencerragens,(palavra em árabe بنو السراج‎ Banu s-Saradsch, "filho de seleiro"),  foi uma linhagem de origem norte-africana que governou Granada durante a época do Reino Nacérida, antes da conquista deste reino pelos Reis Católicos na Guerra de Granada. Opunham-se rivalmente aos Zegris.